# Empoasca malgaska
Empoasca malgaska är en insektsart som beskrevs av Irena Dworakowska 1981. Empoasca malgaska ingår i släktet Empoasca och familjen dvärgstritar.
Artens utbredningsområde är Madagaskar. Inga underarter finns listade i Catalogue of Life.